# Lisa Batiashvili
Lisa Batiashvili, Georgiano: ლიზა ბათიაშვილი (Tbilisi, 5 marzo 1979), è una violinista georgiana.
Suona un violino Guarneri del Gesù del 1739. 

## Biografia
Lisa (o Elisabeth) Batiashvili è nata a Tbilisi (in Georgia) il 5 marzo 1979 in una famiglia di musicisti. Ha iniziato a studiare il violino con suo padre dall'età di quattro anni. La famiglia ha lasciato la Georgia nel 1991, quando lei aveva 11 anni, e si è stabilita in Germania. Ha proseguito gli studi ad Amburgo con Mark Lubotsky presso la Hochschule für Musik und Theater Hamburg. Più tardi, ha studiato con Ana Chumachenco a Monaco. Nel 1995, all'età di 16 anni, ha vinto il Concorso internazionale di violino Jean Sibelius di Helsinki.
A carriera avviata ha iniziato ad interessarsi alla musica contemporanea; il compositore finlandese Magnus Lindberg le ha dedicato il Concerto n. 1 (2006). Lisa Batiashvili ha eseguito la première alla Avery Fisher Hall di New York il 22 agosto 2006 e la prima europea in Svezia nell’ottobre dello stesso anno. Il Concerto è stato registrato nel 2007 per Sony Classical.
Lisa Batiashvili è diventata artist-in-residence presso la New York Philharmonic per la stagione 2014-15 e presso l’Accademia Nazionale di Santa Cecilia per la stagione 2017-18.  Parallelamente è artist-in-residence presso la NDR Radiophilharmonie. 
Dopo aver iniziato ad incidere nel 2007 con Sony Classical, ha firmato un contratto con Deutsche Grammophon.
Lisa Batiashvili e il marito, l'oboista francese François Leleux, hanno commissionato a Giya Kancheli il doppio concerto Broken Chant (prima esecuzione: Londra, febbraio 2008, BBC Symphony Orchestra).